# Europese kampioenschappen schaatsen 2003
De Europese kampioenschappen schaatsen 2003 werden op 3, 4 en 5 januari 2003 gereden in de ijshal Thialf te Heerenveen.
Titelverdedigers waren de Europees kampioenen van 2002 in Erfurt. In de Gunda Niemann-Stirnemann Halle werden de Duitse Anni Friesinger en de Nederlander Jochem Uytdehaage kampioen.
De Duitse Anni Friesinger en de Nederlander Gianni Romme werden Europees Kampioen.
| Programma                                            | Programma                                               | Programma                              |
| vrijdag 3 januari                                    | zaterdag 4 januari                                      | zondag 5 januari                       |
| ---------------------------------------------------- | ------------------------------------------------------- | -------------------------------------- |
| 500 meter mannen 500 meter vrouwen 5000 meter mannen | 1500 meter vrouwen 1500 meter mannen 3000 meter vrouwen | 5000 meter vrouwen 10.000 meter mannen |

## Mannen

### Eindklassement
| Rang   | Schaatser          | Land        | Punten  | 500 m       | 5000 m       | 1500 m       | 10.000 m      |
| ------ | ------------------ | ----------- | ------- | ----------- | ------------ | ------------ | ------------- |
| Goud   | Gianni Romme       | Nederland   | 153,002 | 37,83 (17)  | 6.26,72 (1)  | 1.48,35 (1)  | 13.27,68 (1)  |
| Zilver | Rintje Ritsma      | Nederland   | 153,953 | 37,11 (8)   | 6.34,28 (2)  | 1.49,23 (4)  | 13.40,10 (3)  |
| Brons  | Mark Tuitert       | Nederland   | 154,218 | 36,62 (2)   | 6.37,56 (6)  | 1.49,17 (3)  | 13.49,05 (7)  |
| 4      | Dmitri Sjepel      | Rusland     | 154,974 | 36,97 (6)   | 6.41,16 (10) | 1.49,39 (7)  | 13.48,50 (5)  |
| 5      | Ralf van der Rijst | Nederland   | 155,338 | 37,51 (12)  | 6.38,46 (7)  | 1.49,23 (4)  | 13.51,45 (8)  |
| 6      | Eskil Ervik        | Noorwegen   | 155,993 | 37,53 (13)  | 6.37,51 (5)  | 1.50,82 (10) | 13.55,44 (10) |
| 7      | Jevgeni Lalenkov   | Rusland     | 156,134 | 36,63 (3)   | 6.46,11 (12) | 1.49,04 (2)  | 14.10,94 (11) |
| 8      | Enrico Fabris      | Italië      | 156,415 | 38,13 (21)  | 6.38,48 (8)  | 1.50,96 (12) | 13.49,02 (6)  |
| 9      | Lasse Sætre        | Noorwegen   | 156,432 | 38,18 (22)  | 6.36,92 (4)  | 1.52,82 (17) | 13.39,08 (2)  |
| 10     | Paweł Zygmunt      | Polen       | 156,581 | 38,07 (20)  | 6.35,71 (3)  | 1.51,71 (15) | 13.54,08 (9)  |
| 11     | Jan Friesinger     | Duitsland   | 157,171 | 37,10 (7)   | 6.44,30 (11) | 1.50,39 (8)  | 14.16,90 (13) |
| 12     | Aleksandr Kibalko  | Rusland     | 157,844 | 36,40 (1)   | 6.54,34 (20) | 1.49,37 (6)  | 14.31,08 (14) |
| 13     | Petter Andersen    | Noorwegen   | 157,980 | 36,86 (5)   | 6.55,29 (22) | 1.50,59 (9)  | 14.14,57 (12) |
| 14     | Bart Veldkamp      | België      | 158,159 | 39,17 (24)  | 6.39,51 (9)  | 1.53,65 (21) | 13.43,10 (4)  |
| 15     | Vesa Rosendahl     | Finland     | 159,087 | 37,12 (9)   | 6.52,69 (17) | 1.50,89 (11) | 14.34,70 (15) |
| NS4    | Stefan Heythausen  | Duitsland   | 116,060 | 37,19 (10)  | 6.49,80 (14) | 1.53,67 (22) | - (NS)        |
| NC17   | Mika Poutala       | Finland     | 115,567 | 36,68 (4)   | 6.56,91 (23) | 1.51,59 (14) |               |
| NC18   | Matteo Anesi       | Italië      | 116,070 | 37,63 (14)  | 6.51,94 (16) | 1.51,74 (16) |               |
| NC19   | Jörg Dallmann      | Duitsland   | 116,251 | 37,28 (11)  | 6.51,81 (15) | 1.53,37 (19) |               |
| NC20   | Stefano Donagrandi | Italië      | 116,485 | 37,82 (16)  | 6.54,79 (21) | 1.51,56 (13) |               |
| NC21   | Johan Röjler       | Zweden      | 116,522 | 38,05 (19)  | 6.46,12 (13) | 1.53,58 (20) |               |
| NC22   | Sebastian Falk     | Zweden      | 116,966 | 37,81 (15)  | 6.54,20 (19) | 1.53,21 (18) |               |
| NC23   | Witold Mazur       | Polen       | 118,790 | 39,18 (25)  | 6.53,24 (18) | 1.54,86 (23) |               |
| NC24   | Oleh Moisejev      | Wit-Rusland | 119,700 | 38,61 (23)  | 7.05,64 (25) | 1.55,58 (24) |               |
| NC25   | Miroslav Vtípil    | Tsjechië    | 120,982 | 39,60 (26)  | 7.03,89 (24) | 1.56,98 (25) |               |
| NC26   | Martin Hänggi      | Zwitserland | 123,314 | 39,94 (27)  | 7.12,11 (28) | 2.00,49 (29) |               |
| NC27   | Thomas Falger      | Oostenrijk  | 123,334 | 38,03 (18)  | 7.31,88 (29) | 2.00,35 (28) |               |
| NC28   | Maksim Pedos       | Oekraïne    | 123,406 | 40,35 (28)  | 7.12,06 (27) | 1.59,55 (26) |               |
| NC29   | Marius Băcilă      | Roemenië    | 132,143 | 49,10 (29f) | 7.11,53 (26) | 1.59,67 (27) |               |

## Vrouwen

### Deelname
De vrouwen streden voor de 28e keer om de Europese titel. Ze deden dit voor de veertiende keer in Nederland en voor de twaalfde keer in Heerenveen. Tweeëntwintig deelneemsters uit elf landen namen aan dit kampioenschap deel. Negen landen, Duitsland (4), Nederland (4), Rusland (4), Noorwegen (2), Roemenië (2), Hongarije (1), Italië (1), Oostenrijk (1) en Wit-Rusland (1), waren ook vertegenwoordigd op het EK in 2002. Oekraïne (1), in 2002 afwezig, en Tsjechië (1) na twee jaar afwezigheid, waren op dit kampioenschap weer present. Finland, Letland en Polen vaardigden dit jaar geen deelneemster af. Vier vrouwen maakten hun EK debuut.
Voor het eerst was het erepodium van het EK een kopie van het voorgaande jaar. De Duitse Anni Friesinger prolongeerde haart titel en werd voor de derde keer Europees kampioene, in 2000 behaalde ze deze titel voor de eerste keer. Ze nam voor de vierde keer op het erepodium plaats. Op plaats twee werd ze geflankeerd door haar landgenote en eenmalig Europees kampioene (1998) Claudia Pechstein die voor de zesde keer op het erepodium plaatsnam. De Nederlandse Renate Groenewold completeerde het eindpodium van het Europees Kampioenschap. Zij nam voor de derde keer plaats op het erepodium, ook in 2000 werd zij derde.
Naast Groenewold eindigden nog twee Nederlandse deelneemsters in de top tien. Annamarie Thomas werd vijfde en Marja Vis eindigde, net als in 2002, op de zesde positie. De vierde deelneemster, Barbara de Loor, nam alleen aan de 500 meter deel.

### Afstandmedailles
De Nederlandse deelneemsters wonnen op dit kampioenschap vier afstandmedailles. Annemarie Thomas bracht haar totaal op tien afstandmedailles middels zilver op de 500 en brons op de 1500 meter. Renate Groenewold won voor het vierde opeenvolgende jaar twee afstandmedailles. Dit jaar brons op de 3000 en 5000 meter.
De Hongaarse Krisztina Egyed won haar eerste medaille middels de bronzen medaille op de 500, het was tevens de eerste medaille voor Hongarije op het EK voor vrouwen.
Claudia Pechstein won drie afstandmedailles en bracht haar totaal op dit kampioenschap tot 21 medailles (6-10-5). Alleen Gunda Niemann-Kleemann met vierenveertig afstandmedailles (28-10-6) won er meer. Europees kampioene Anni Friesinger won vier medailles en bracht haar totaal tot dertien medailles.
| Afstand | Goud              | Zilver            | Brons             |
| ------- | ----------------- | ----------------- | ----------------- |
| 500m    | Anni Friesinger   | Annamarie Thomas  | Krisztina Egyed   |
| 1500m   | Anni Friesinger   | Claudia Pechstein | Annamarie Thomas  |
| 3000m   | Anni Friesinger   | Claudia Pechstein | Renate Groenewold |
| 5000m   | Claudia Pechstein | Anni Friesinger   | Renate Groenewold |

### Eindklassement
Achter de namen staat tussen haakjes bij meervoudige deelname het aantal deelnames
| Rang   | Schaatsster              | Land        | Punten  | 500 m      | 1500 m       | 3000 m       | 5000 m       |
| ------ | ------------------------ | ----------- | ------- | ---------- | ------------ | ------------ | ------------ |
| Goud   | Anni Friesinger (5)      | Duitsland   | 162,965 | 39,39 (1)  | 1.57,87 (1)  | 4.08,64 (1)  | 7.08,45 (2)  |
| Zilver | Claudia Pechstein (11)   | Duitsland   | 164,454 | 40,27 (4)  | 2.00,10 (2)  | 4.09,77 (2)  | 7.05,23 (1)  |
| Brons  | Renate Groenewold (5)    | Nederland   | 165,917 | 40,33 (5)  | 2.01,30 (4)  | 4.11,19 (3)  | 7.12,89 (3)  |
| 4      | Daniela Anschütz (5)     | Duitsland   | 166,857 | 40,68 (6)  | 2.01,34 (5)  | 4.14,63 (4)  | 7.12,93 (4)  |
| 5      | Annamarie Thomas (8)     | Nederland   | 168,387 | 39,98 (2)  | 2.00,38 (3)  | 4.18,99 (9)  | 7.31,16 (10) |
| 6      | Marja Vis (2)            | Nederland   | 168,466 | 40,85 (8)  | 2.02,24 (8)  | 4.16,62 (6)  | 7.21,00 (8)  |
| 7      | Katrin Kalex (2)         | Duitsland   | 168,629 | 40,86 (9)  | 2.02,15 (7)  | 4.18,02 (8)  | 7.20,50 (7)  |
| 8      | Svetlana Vysokova (3)    | Rusland     | 169,128 | 41,85 (18) | 2.03,05 (11) | 4.17,13 (7)  | 7.14,07 (5)  |
| 9      | Valentina Jaksjina (2)   | Rusland     | 169,433 | 42,22 (20) | 2.02,38 (9)  | 4.16,16 (5)  | 7.17,27 (6)  |
| 10     | Svetlana Bazjanova (8)   | Rusland     | 169,914 | 41,34 (14) | 2.01,76 (6)  | 4.20,50 (10) | 7.25,72 (9)  |
| 11     | Krisztina Egyed (7)      | Hongarije   | 171,469 | 40,21 (3)  | 2.02,68 (10) | 4.23,68 (12) | 7.44,20 (14) |
| 12     | Nicola Mayr (4)          | Italië      | 171,663 | 40,89 (10) | 2.04,50 (14) | 4.23,28 (11) | 7.33,93 (11) |
| 13     | Julia Skokova            | Rusland     | 172,523 | 41,23 (13) | 2.03,07 (12) | 4.25,63 (15) | 7.39,99 (12) |
| 14     | Emese Dörfler-Antal (10) | Oostenrijk  | 172,715 | 40,90 (11) | 2.04,19 (13) | 4.25,45 (14) | 7.41,78 (13) |
| 15     | Annette Bjelkevik (3)    | Noorwegen   | 173,825 | 40,75 (7)  | 2.05,17 (16) | 4.28,87 (16) | 7.45,41 (16) |
| 16     | Bianca Anghel            | Roemenië    | 174,211 | 41,13 (12) | 2.07,58 (18) | 4.24,28 (13) | 7.45,09 (15) |
| 17     | Hedvig Bjelkevik (2)     | Noorwegen   | 128,114 | 41,50 (16) | 2.04,60 (15) | 4.30,49 (17) |              |
| 18     | Daniela Oltean (5)       | Roemenië    | 129,322 | 41,95 (19) | 2.06,80 (17) | 4.30,64 (18) |              |
| 19     | Olena Miagkikh (4)       | Oekraïne    | 131,434 | 42,85 (21) | 2.08,03 (19) | 4.35,45 (19) |              |
| 20     | Olga Vizgina             | Wit-Rusland | 132,187 | 41,61 (17) | 2.10,58 (20) | 4.42,31 (20) |              |
| NS2    | Barbara de Loor (7)      | Nederland   | 41,490  | 41,49 (15) | NS           |              |              |
| NS2    | Martina Sáblíková        | Tsjechië    | 43,550  | 43,55 (22) | NS           |              |              |

vet = kampioenschapsrecord
NS = niet gestart